# Papuk Nature Park
Papuk Nature Park är en park i Kroatien. Den ligger i den östra delen av landet, 140 km öster om huvudstaden Zagreb. Papuk Nature Park ligger 541 meter över havet.
Terrängen runt Papuk Nature Park är kuperad. Runt Papuk Nature Park är det ganska tätbefolkat, med 155 invånare per kvadratkilometer. Närmaste större samhälle är Požega, 16,8 km söder om Papuk Nature Park. I omgivningarna runt Papuk Nature Park växer i huvudsak lövfällande lövskog.